# R.E.A. (Roligt Elakt Aktuellt)
R.E.A. (Roligt. Elakt. Aktuellt) är en satirisk krogshow som spelas på Börsen i Stockholm, med turnéuppsättningar på bland annat Kajskjul 8 i Göteborg 2012. Våren 2013 var R.E.A. ute på sin första Sverigeturné. Från starten 2001 fram till 2012 har den satts upp under elva säsonger. De förnyar ständigt showen för att vara så roliga, elaka och aktuella som möjligt och parodierar sådant som är aktuellt för tillfället, och under Melodifestivalen, till exempel har de alltså "schlagerfrossa".
Många av showens sketcher skrivs av Calle Norlén, Manusfamiljen, och R.E.A.-gänget. Showerna är regisserade av Hans Marklund, som tillsammans med Calle Norlén var de som hittade på grundkonceptet och förde samman originalsättningen.
Några av showens föreställningar har sänts som halvtimmesprogram i SVT 2001 och 2002. Då skrevs grunden till "bakom scenen"-sketcherna av Anders Lundin varpå gruppen improviserade fram slutmanuset. Några av de artister som parodierades gästspelade i senare avsnitt, och vissa menar att en parodi av R.E.A.-gänget är ett bevis för att man är "någon" i kändis-Sverige.
2004 var R.E.A.-gänget med och parodierade de deltagande i Melodifestivalen 2004.

## R.E.A.-gänget
- Sissela Kyle (2001, 2002)
- Babben Larsson (2001-2003, 2006)
- Anders Lundin
- Andreas Nilsson (2000-2008)
- Jan Åström (2000-2008)
- Sussie Eriksson (2003, 2004, 2007-)
- Maria Möller (2005-2006)
- Anna Pettersson (2004-2006)
- Annika Andersson (2006)
- Rachel Mohlin (2006-)
- Charlott Strandberg
- Ola Forssmed
- Anna Carlsson (2011, 2012, 2013)

## Avsnitt

### Säsong 1 (2001)
1. 1: "Ett rymdäventyr" (Rymden) Tommy Körberg
2. 2: "Skriket en gris glömde" (Skräckfilm) Björn Kjellman
3. 3: "Bekanta saker känns ibland så bekanta" (Déjà vu) Lena Philipsson, samt Jan Malmsjö, Jonas Malmsjö, Regina Lund och Filip och Fredrik
4. 4: "Förlåt att vi finns (Osäkerhet) (ingen gäst)
5. 5: "/error201/" (Datorer/it) Petra Nielsen
6. 6: "En lättsam lek för hela familjen" (Lekprogram) Björn Skifs
7. 7: "Babben get your gun" (Musikal) Lisa Nilsson
8. 8: "Gaston, bärs och raukade brudar" (Gotland) Josefin Nilsson

### Säsong 2 (2002)
1. 1: "Var i helvete är Gunvald?" (Beckfilmer/polisfilmer) Per Morberg
2. 2: "Kan man tävla i musik" (Schlager-SM + OS) Claes Malmberg samt Bert Karlsson
3. 3: "En gäst, en gäst, ett kungarike för en gäst" (Kunganoja) Anneli Alhanko
4. 4: "Truth, beauty, freedom, åsså lite tango (Moulin Rouge)  Lisa Nilsson
5. 5: "Visst kan man ha Roligt utan Kul" (Jubileum/party) Markoolio samt Tina Nordström och Afro-Dite
6. 6: "Docu-R.E.A. - Alla ska bort" (Dokusåpor) Anne-Lie Rydé
7. 7: "Mamma, pappa, barn (Bullerbyn) Loa Falkman
8. 8: "Ursäkta äggröran - vi firar påsk" (Påsk) Wenche Myhre